# Etienne Caron
Etienne Caron (Venlo, 4 november 1921 - Maastricht, 18 januari 1986) was een Nederlands kunstschilder en broer van de tenor Willy Caron.
Caron kwam uit een muzikantenfamilie en droomde van een carrière als muzikant. Hij werkte in de spoorbaanbouw in Neutraal Moresnet. Door een vallend voorwerp dat hem in zijn linkerschouder raakte, raakte zijn linkerarm geheel verlamd. Hierna besloot hij om kunstschilder te worden.
Hij studeerde in Venlo bij de kunstschilder Sef Moonen en aan de kunstacademie in Maastricht en begon in 1945 met optredens in verschillende steden, voornamelijk Venlo en Maastricht.

## Exposities
- In 1997 werd er in de Galerie Perplies in Aken (Duitsland) een expositie aan hem gewijd
- In 1998 gebeurde hetzelfde in Hattingen (Duitsland) en in Baarlo
- In 2001 volgde een expositie in de Sir Harald Art Galerie in Venlo